# Meromyzobia unifasciata
Meromyzobia unifasciata är en stekelart som beskrevs av William Harris Ashmead 1900. Meromyzobia unifasciata ingår i släktet Meromyzobia och familjen sköldlussteklar. Inga underarter finns listade i Catalogue of Life.